# Sassierges-Saint-Germain
Sassierges-Saint-Germain is een gemeente in het Franse departement Indre (regio Centre-Val de Loire) en telt 447 inwoners (2004). De plaats maakt deel uit van het arrondissement Châteauroux.

## Geografie
De oppervlakte van Sassierges-Saint-Germain bedraagt 32,2 km², de bevolkingsdichtheid is 13,9 inwoners per km².
De onderstaande kaart toont de ligging van Sassierges-Saint-Germain met de belangrijkste infrastructuur en aangrenzende gemeenten.

## Demografie
Onderstaande figuur toont het verloop van het inwonertal (bron: INSEE-tellingen).